# NGC 3769
NGC 3769 (другие обозначения — UGC 6595, MCG 8-21-76, ZWG 242.65, ARP 280, KCPG 294A, PGC 35999) — спиральная галактика с перемычкой в созвездии Большой Медведицы. Открыта Уильямом Гершелем в 1788 году. 
Галактика удалена на 16 мегапарсек, её светимость в полосе V составляет 4,7⋅109 L⊙. Относится к типу SB(r)b, имеет галактику-спутник неправильной формы типа SBm pec. Приливные хвосты не наблюдаются в оптическом и ультрафиолетовом диапазоне, но карта распределения нейтрального водорода показывает их наличие.
Этот объект входит в число перечисленных в оригинальной редакции «Нового общего каталога».